# يحيى ولد البراء
يحيى ولد البراء (مواليد 6 يونيو 1958) هو باحث ومفكر وفقيه موريتاني، ترتكز مجالات بحثه في الأساس على الفقه الإسلامي وفقه النوازل وتاريخ المجتمعات الإسلامية جنوب الصحراء الكبرى، إضافة إلى اللغويات العربية والإفريقية. حصل على جائزة شنقيط (أهم جائزة موريتانية) عام 2017 عن كتابه «الوحي والواقع والعقل». ومن أعماله البارزة موسوعته الشاملة التي أصدرها عام 2010 تحت عنوان «المجموعة الكبرى الشاملة لفتاوى وأحكام أهل غرب وجنوب  غرب الصحراء»، وتضم 6800 فتوى ونازلة وحُكما، جمع فيها على مدار ربع قرن من الزمن فتاوى ونوازل وأحكام علماء أهل غرب الصحراء الكبرى ومنطقة الساحل.
حصل ولد البراء على الدكتوراه من مدرسة الدراسات العليا في العلوم الاجتماعية (EHESS) في العاصمة الفرنسية باريس عام 2000، وكانت رسالته بعنوان «المشاغل الاجتماعية والسياسة في فتاوى فقهاء موريتانيا من القرن 16 حتى القرن 20 ميلادي».

## المولد والنشأة
وُلد ولد البراء في قرية «التاكلالت» التابعة لمقاطعة المذرذره (بولاية الترارزه) في الجنوب الغربي لموريتانيا قبل سنتين من استقلال البلاد ونهاية الاستعمار الفرنسي لها، فكانت ولادته في المرحلة الأخيرة مما كان يُعرف بمستعمرة موريتانيا التابعة للحكم الفرنسي آنذاك.

## المسار المهني
قضى ولد البراء أكثر من ثلاثة عقود من عمره أستاذا دائما بجامعة نواكشوط في بلاده موريتانيا، وتحديد بين عاميْ 1986 و2018، كما عمل أستاذا بكلية الدراسات الإسلامية والعربية بإمارة دبي الإماراتية بين عاميْ 2003 و2004، ثم باحثا في قسم الدراسات الشرقية بجامعة فرايبورغ الألمانية (بين 2004 و2005)، وباحثا بقسم الشرق الأدنى بجامعة كورنيل في مدينة إثاكا بولاية نيويورك الأمريكية (2005–2006)، كما عمل محاضرا زائرا بمدرسة الدراسات العليا في العلوم الاجتماعية (EHESS) بالعاصمة الفرنسية باريس (2002–2003 و2018–2019).

## أعماله
أنجز ولد البراء عشرات الأعمال، بين كتب ودراسات وبحوث ومقالات علمية في مجالات عدة، منها:
- «الفقه والمجتمع والسلطة: دراسة في النظر الاجتماعي السياسي للفقيه الموريتاني من مشمول أهل القبلة إلى آصرة أبناء القبيلة»[10]
- «ملكية الأرض في موريتانيا: النصوص والوقائع»[11]
- «المشاغل والهموم الاجتماعية والسياسية للفقهاء الموريتانيين من القرن السادس عشر حتى القرن العشرين (باللغة الفرنسية) عام 2000»
- «تحقيق ودراسة على نظم بو اطليحية للنابغة الغلاوي (2002)» [12]
- «حركة الإسلام واللغة العربية في جنوب الصحراء: دعائمها الاجتماعية ودوافعها (2009)»
- «المجموعة الكبرى الشاملة لفتاوى ونوازل أهل غرب وجنوب غرب الصحراء، (12 مجلدا) (نواكشوط 2010)»
- «مشغل العدالة في الخطاب العربي الحديث: صور التمثل وأشكال المعالجة (2013)»
- «الوحي والواقع والعقل حول طبيعة النظر وصناعة الفقه في الخطاب الإسلامي المعاصر (2017)»
- «تاريخ الوقف في موريتانيا، ندوة دولية بتاريخ 8-9 نوفمبر 2016 جامعة شنقيط العصرية، نواكشوط.»
- «مشغل الربا في فتاوى علماء الغرب الصحراوي (مسألة الطعام)»[13]
- «دور الاستصلاح (اعتبار المصلحة) في بناء الأطروحات الفقهية للخطاب الإسلامي المعاصر ندوة دولية بتاريخ 12-16 نوفمبر 2015، مركز الدراسات المغاربية ومؤسسة مؤمنون بلا حدود.»
- «أثر الطريقة المريدية في شمال ضفة نهر السينغال (نواكشوط 2015)»
- «"الإحسان" وأثره في توفير الأمن والرخاء لبني الإنسان (داكار، 2015)»
- «دور بعض مشايخ الطريقة الصوفية في محاربة الغلو والتنطع (2014)»
- «التقابض بالهاتف: وعد أم عقد؟ (2014)»
- «محمذن فال بن متالي بين سلطان الفقه وإكراهات الواقع  (أعمال ندوة العلامة محمذن فال بن متالي: العالم والشيخ، انواكشوط: 2013)»
- «حركة التبليغ في موريتانيا ودورها في المجتمع (ندوة الإسلام والربيع العربي، لشبونه، البرتغال 2013)»
- «النفقة الشرعية: تقديراتها ومسقطاتها، قراءة في فتاوى الفقهاء الموريتانيين»[14]
- «الشيخ أحمد بمب والموريتانيون: الأثر والتأثير (أعمال ندوة العلاقات الثقافية بين أهل الشيخ سيديا والشيخ أحمد بمب، بتلميت 2013)»
- «سيدي عبد الله بن الحاج إبراهيم والكتابة الطلسمية (ندوة سيدي عبد الله ولد الحاج ابراهيم وآثاره، انواكشوط، 2012)»
- «العرف والمصلحة في فتاوى محمد يحيى الولاتي (أعمال ندوة مئوية العلامة محمد يحيى الولاتي، انواكشوط: 2012)»
- «العلاقات الاجتماعية والعلمية والروحية بين موريتانيا وأزواد (مالي): (طاولة مستديرة حول الأحداث في أزواد ودور دول الجوار في حل الأزمة، انواكشوط: 2012)»
- «الفتاوى الفقهية والتاريخ: شكل الصياغة وقيمة المحتوى»[15]
- «الوقف الخيري: ضوابط الصرف وقواعد ترتيب الأولويات (2009)»
- «الطريقة التجانية وأسباب الانتشار جنوب الصحراء الكبرى (ندوة الطريقة التجانية، فاس، المملكة المغربية، 2009)»
- «الشيخ سيديا (بابَ) بن الشيخ سيدي محمد وفقهه: رجعة إلى مسألتي الاجتهاد والإمامة (ندوة الشيخ سيديا ومحيطه الاجتماعي، بتلميت 2008)»
- «الفتوى والمرجعية في الإسلام في الوقت الراهن 2007»
- «الإمام تقي الدين أحمد بن تيمية: فكره ومذهبه وأثرهما في الصحوة الإسلامية المعاصرة (ندوة عن الإمام ابن تيمية والحركات الإسلامية المعاصرة، شيكاكو، الولايات المتحدة الآمريكية 2004)»
- «المساجد في انواكشوط: مكان لقاء ووسيلة إعادة صياغة اجتماعية (ضمن كتاب الإسلام في المدن في المغرب العربي، روان، فرنسا، 2000)»
- «الوقف الأهلي في موريتانيا: آلية تواشج وإبقاء للمال في المحيط العائلي 1999»
- «مراجع الوقف والخلاف في القرن الثالث عشر في موريتانيا 1995»
- «مواقف الفقهاء الموريتانيين من المستعمر الفرنسي: دراسة في الفتاوي الفقهية 1995»
- «التعاقل في الديات: مضمونه الاجتماعي وأشكاله، مجلة الضياء العدد الثالث، 1994»
- «المداراة: النفع والدفع في البلاد السائبة 1987»